# Güelf II d'Altdorf

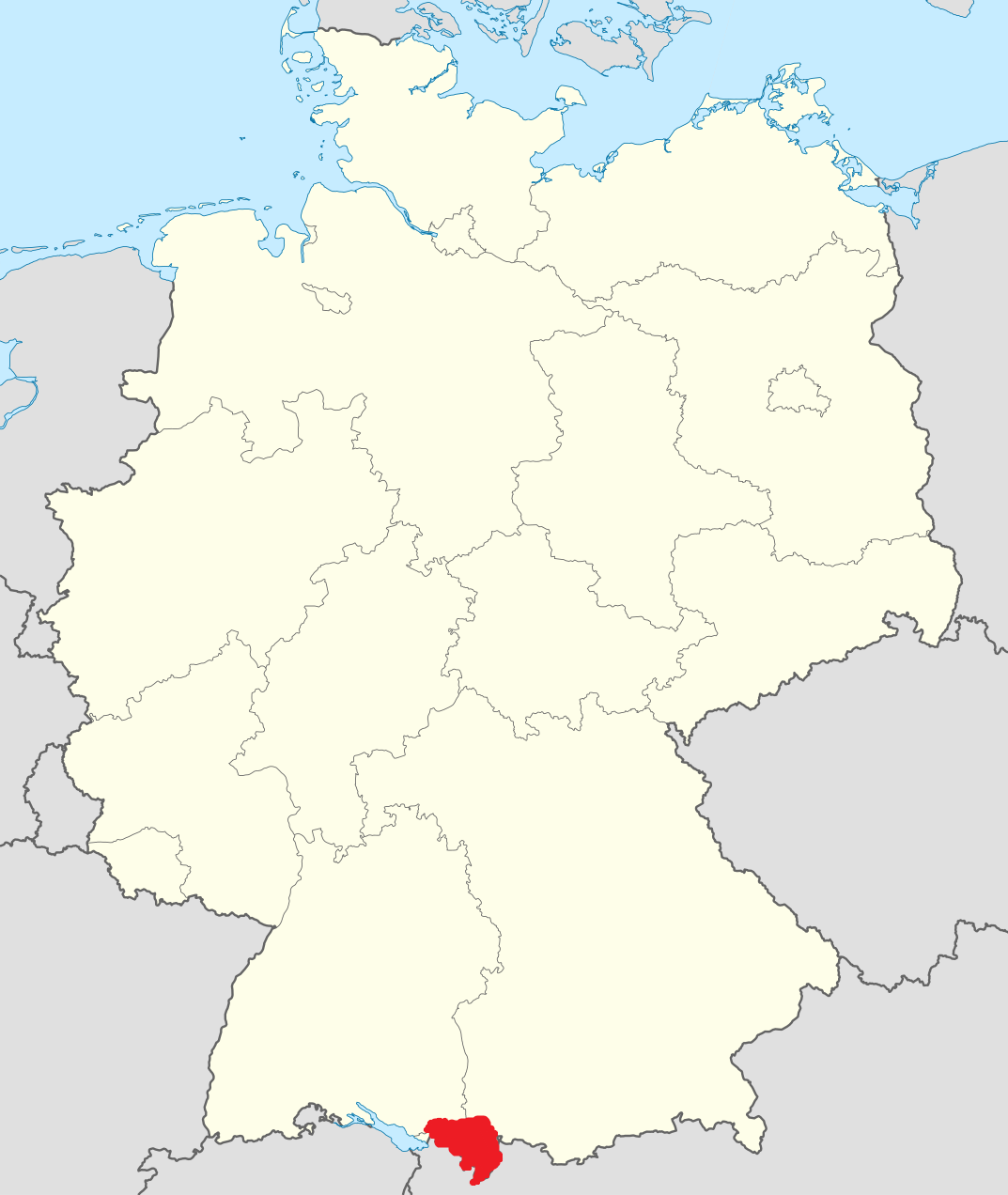
Situació del comtat d'Albgau, en un mapa de l'actual Alemanya

Güelf II d'Altdorf o Welf II,(? - abans de 876), noble suabi, membre de la família Welf.

## Origen incert
Tot i que se sap que era membre de la família Welf, la seva filiació és incerta. Amb els documents que es conserven no és clar si Welf II era un fill de Conrad I de Borgonya († 862) i d'Adelaida de Tours († després del 866); o potser un fill del germà de Conrad, Rudolf († 866) i de la seva esposa Roduna.
Les proves per a creure que era fill de Conrad són dues:
1. Un text escrit per un tal Eticho (testificat al voltant de l'any 900, mort després del 911 i enterrat a Oberammergau).
2. Adelaida de Tours, esposa de Conrad I de Borgonya, mare probable de Welf II, era membre del casal d'Etichonen .

El Welf II que apareix en l'esmentat document tenia els títols de comte d'Albgau (a la Selva Negra) i comte de Linzgau (al llac Constança). Tots aquests títols ja els havia tingut Conrad I més el comtat d'Argengau, els quals també va tenir el seu germà Rodolf II, per la qual cosa també és possible que Welf II fos fill de Rodolf. No obstant això, quan Conrad i els seus altres fills van canviar la lleialtat del rei Lluís el Germànic cap al rei Carles el Calb el 859, Conrad va caure en desgràcia amb el rei Lluís i és possible que fos desposseït dels seus títols i anessin a parar cap a aquest Welf II. La branca de Suàbia dels Antics Welfs no el va tornar a esmentar fins Rodolf II, comte d'Altdorf, el qual va morir al voltant de 990 i va ser - segons la llegenda - un descendent de Welf.